# Borotice (powiat Znojmo)
Borotice – gmina w Czechach, w powiecie Znojmo, w kraju południowomorawskim. Według danych z dnia 1 stycznia 2022 liczyła 428 mieszkańców.